# 第9回東京4歳ステークス
第9回東京4歳ステークス（だい9かいとうきょう4さいステークス）は、1975年2月9日に、日本中央競馬会（JRA）が主催し、東京競馬場で行われた競馬の競走である。副題を含む競走名は「第9回東京4歳ステークス（トキノミノル記念）」。
3連勝中であったカブラヤオーが、デビューから4戦負けなしの牝馬テスコガビーをクビ差で退け、重賞初勝利を飾った。その後、カブラヤオー、テスコガビーの2頭は、共にクラシック競走二冠を達成。両馬が唯一激突したこの競走は「史上に残る名レース」、「世紀の決戦」と評された。

## 背景

### カブラヤオーとテスコガビーの出走
この年の東京4歳ステークスには、牡、牝それぞれのクラシック有力馬と目されていたカブラヤオー、テスコガビーが共に出走し、クラシック開幕前に激突することとなった。
カブラヤオーは茂木為二郎厩舎所属の牡馬で、ここまで4戦3勝。デビュー戦こそダイヤモンドアイの2着に敗れるも、2回目の新馬戦、ひいらぎ賞（500万下）を勝つと、厩舎の主戦である菅原泰夫を鞍上に、ジュニアカップを逃げ切って3連勝。そして、目標としていた弥生賞の前走として、次戦に東京4歳ステークスを選択した。一方のテスコガビーは仲住芳雄厩舎所属の牝馬で、こちらも菅原を鞍上にして4戦無敗。デビュー以来負けなしの成績で3歳シーズンを終えると、4歳初戦として重賞の京成杯に出走し、牡馬相手に勝利していた。京成杯を勝ったテスコガビー陣営は、桜花賞のステップレースとして阪神4歳牝馬特別を使うことにしていたが、競走間隔が2ヶ月と開いてしまうことから、東京4歳ステークスに同馬をエントリーさせた。
当時、関西の有力馬は弥生賞のタイミングで東上するのが通常であったため、東京4歳ステークスは4歳関東馬の最強を決める戦いという位置付けであったが、この年に限っていえば、両馬の出走によって、東西合わせた4歳馬の日本一決定戦ともいえる状況となった。牡馬クラシック路線を歩むカブラヤオーにとっては、東京4歳ステークスは順当な選択であったが、牝馬のテスコガビーにとってはクラシック前にあえて牡馬に挑む格好となり、そのため、両馬の直接対決が実現したのは、対戦を望むファンの思いにテスコガビー陣営が応えた結果ともいわれた。テスコガビー担当の厩務員も、同馬の出走について次のように語っている。

具合いも悪くないし使う。でも、それだけではありません。先生もオーナーもファンのためと思っています。私だって同じ……。カブラヤオーには負けるかもしれない。でもファンに喜んでもらえることがうれしい。もしかしたら、こんなチャンスはもうやってこないかもしれないから……
—生島厩務員,『日本の名馬・名勝負物語』417頁

両馬の参戦が決まったことで、カブラヤオー、テスコガビー共にお手馬としていた菅原は、騎乗馬の選択を迫られた。悩んだ菅原は、茂木、中住の両調教師と相談し、「カブラヤオーにはいつでも乗れる」という茂木の言葉もあって、テスコガビーに乗ることを選んだ。カブラヤオーの鞍上については、他厩舎のベテラン騎手を乗せる案もあったが、同馬担当の鍋倉厩務員などの反対もあって、菅原の弟弟子の菅野澄男が務めることとなった。

## 競走前の状況

### 人気・馬場状態等

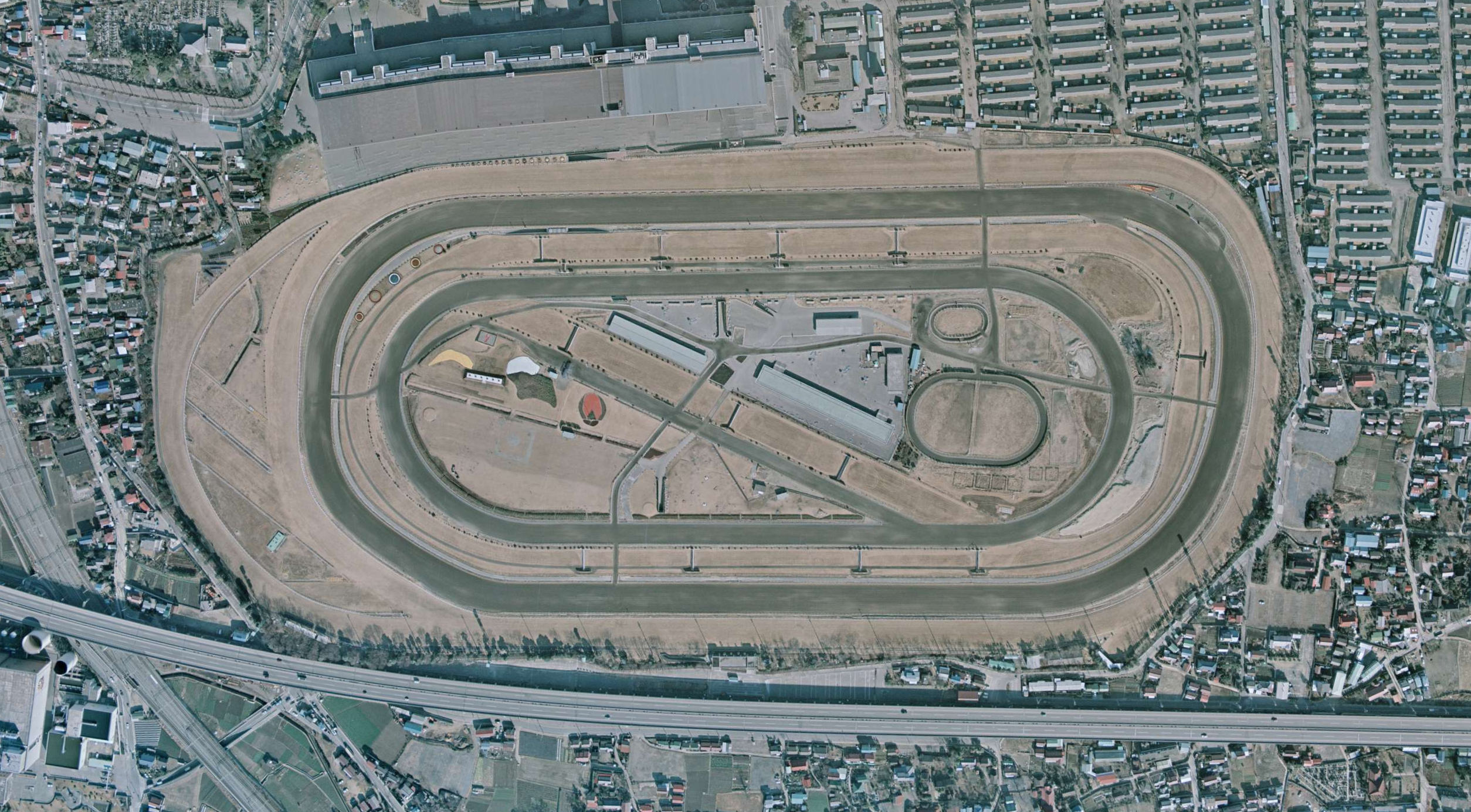
東京競馬場（1975年1月20日撮影）
----国土交通省 国土地理院 地図・空中写真閲覧サービスの空中写真を基に作成。

競走は少数7頭立て。前日にかけての雨の影響もあって、競走施行時には晴れてはいたものの、芝の表面だけが乾いている重馬場での開催となった。
カブラヤオーとテスコガビーに人気の差はないと思われたが、実際にはカブラヤオーが単勝1.9倍という圧倒的な支持を集めた。テスコガビーは3.5倍とカブラヤオーに次いでの支持ではあったが、3番人気のイシノマサル（3.6倍）とは僅かな差しかなかった。4番人気以下はノワキタカ、テキサスシチー、トウショウリドン、キクノヤマトと続いた。カブラヤオー、テスコガビー共に先行馬であったため、どちらの馬がハナを切るかに注目が集まった。
競走前、菅原は菅野にテスコガビーの後をついてくるよう指示し、第4コーナーを回ってからの直線勝負を提案した。一方、藤野広一郎によれば、陣営から菅野へ「なにがなんでも行け、遠慮なく行け」との指示があったという。

### 出馬表
| 枠番 | 馬番 | 競走馬名         | 性齢 | 斤量 | 騎手     | 調教師     | 単勝人気 | 馬体重 (増減) |
| ---- | ---- | ---------------- | ---- | ---- | -------- | ---------- | -------- | ------------- |
| 1    | 1    | イシノマサル     | 牡4  | 55   | 増沢末夫 | 浅野武志   | 3人      | 454（-8）     |
| 2    | 2    | トウショウリドン | 牡4  | 54   | 西野桂   | 野平富久   | 6人      | 474（+8）     |
| 3    | 3    | テスコガビー     | 牝4  | 54   | 菅原泰夫 | 仲住芳雄   | 2人      | 492（+6）     |
| 4    | 4    | カブラヤオー     | 牡4  | 55   | 菅野澄男 | 茂木為二郎 | 1人      | 496（±0）     |
| 5    | 5    | キクノヤマト     | 牝4  | 52   | 横山富雄 | 山岡寿恵次 | 7人      | 442（-4）     |
| 6    | 6    | ノワキタカ       | 牡4  | 54   | 坂本恒三 | 久保田金造 | 4人      | 476（±0）     |
| 7    | 7    | テキサスシチー   | 牡4  | 54   | 加賀武見 | 田中和夫   | 5人      | 442（±0）     |

## 競走

### 展開
ゲートが開くと、テスコガビーが好ダッシュを見せてハナを切るも、カブラヤオーも譲らず主導権を奪いに行った。両馬の激しい先行争いとなったため、共倒れを避けて菅原はテスコガビーを2番手に控えさせた。このとき菅原は菅野に「ゆっくり行け」と声を掛けている。後続との差を2、3馬身ほどとして、折合いついたカブラヤオーを先頭に、２番手にテスコガビー、3番手にイシノマサルが続き、最後尾のテキサスシチーまで順位変わらず、各馬第3コーナーを回った。
そこからテスコガビーがスパート。3番手以下も続き、第4コーナーになるとカブラヤオーと後続との差は半馬身ほどになっていた。カブラヤオーはコーナーを大きく回り、テスコガビーは外、後続馬は開いた内を突いて行った。そして、直線の坂を上がったところで、先頭を走っていたカブラヤオーが内から追ってきたイシノマサルに驚き、外に大きく斜行した。鞍上の菅野はパニックに陥り、鞭を右に持ち替える余裕もなくなっていた。
このカブラヤオーの危機を救ったのは、テスコガビー鞍上の菅原であった。斜行馬がいればそれを避けるのが通常であるが、菅原は、カブラヤオーがこれ以上よれないよう、テスコガビーの馬体をかぶせにいった。結果、カブラヤオーの斜行は止まり、その後、体勢を立て直した同馬と、テスコガビー、そして脱落したイシノマサルに代わって脚を伸ばしていたテキサスシチーが馬体を併せる格好となった。最後は3頭の叩き合いのすえ、カブラヤオーがクビ差粘って勝利した。2着にテスコガビー、そして3着にはハナ差でテキサスシチーが入った。

### 競走後

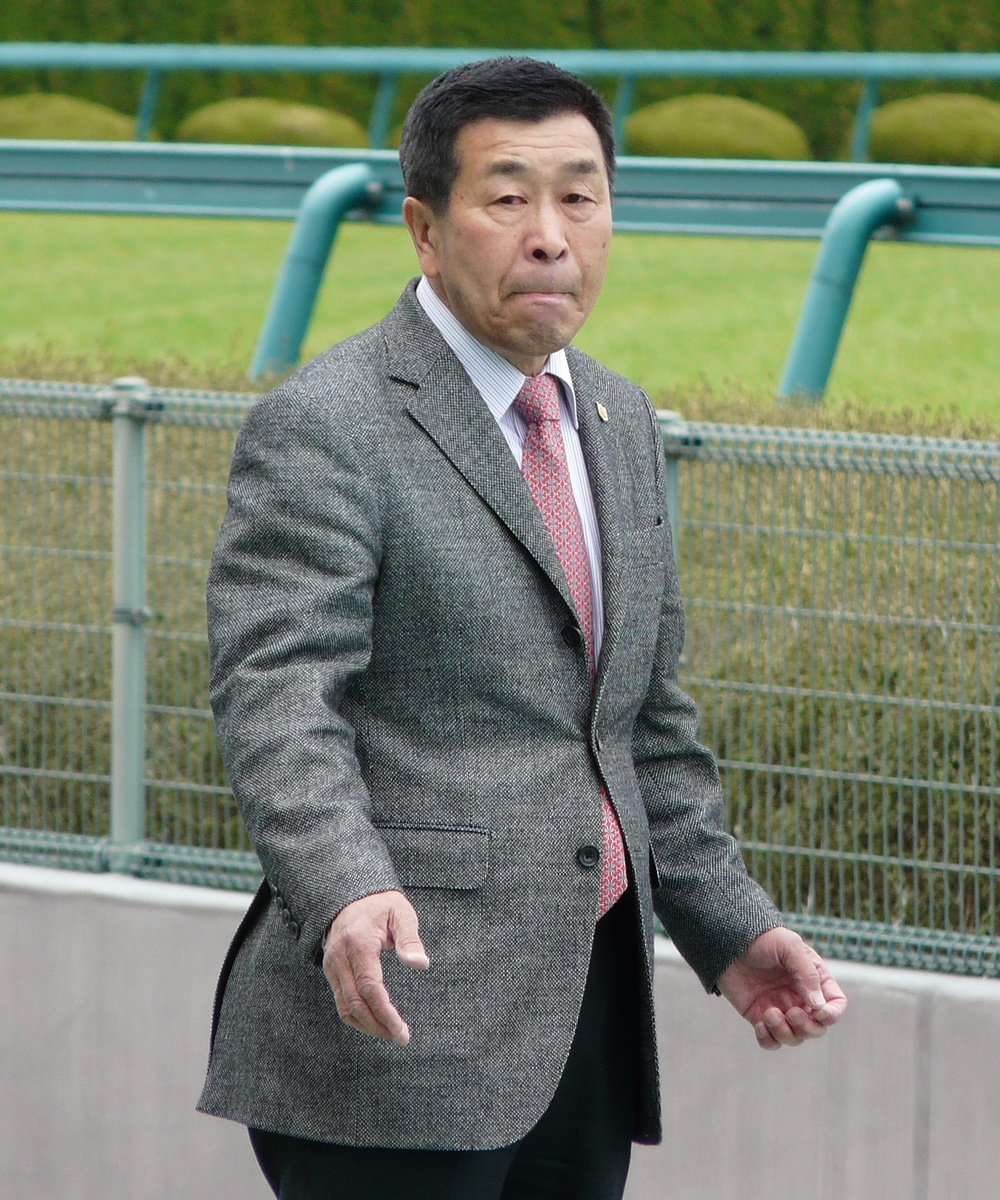
菅原泰夫（調教師時代）
----菅原はその後、カブラヤオーとテスコガビーで1975年の春のクラシックを独占する。

カブラヤオーは4連勝。鞍上の菅野にとっては初の、そして騎手人生唯一の重賞勝利となった。菅野は勝利後、茂木から御法について酷く叱られたという。また、直線での斜行は制裁対象となり、菅野には過怠金5,000円が科された。
テスコガビーは初の敗戦を喫するも、競走内容から「敗けてなお強し」の印象を与えた。菅原は「カブラヤオーは思ったより強い」と感じ、敗れた悔しさよりも、カブラヤオーへの驚きの方が大きかったという。菅原は競走後、「良馬場だったら勝っていたかも」と語ったが、斜行については何も言わなかった。中住も競走を振り返って「うちのは相手次第で走る馬。並んでもカブラヤオーには負けないと思っていた。いまでも良馬場だったら、テスコガビーが勝っていただろうと思いますよ」と語っている。
勝利したカブラヤオーはこの競走の後、再び菅原を鞍上に据え、皐月賞、東京優駿（日本ダービー）のクラシック二冠を達成する。2着に敗れたテスコガビーも菅原騎乗で桜花賞、優駿牝馬（オークス）に優勝して二冠牝馬となり、菅原はこの年の春のクラシック競走を独占するという史上初の快挙を成し遂げた。東京4歳ステークスの後には両馬の直接対決はなく、この競走が後のクラシック二冠馬同士による唯一度の対戦となった。

## 評価
この年の東京4歳ステークスは、カブラヤオー、テスコガビーの名馬同士による「史上に残る名勝負」として語られるようになった。
原良馬はこの競走について、「ハイセイコー、タケホープが相次いで引退して寂しさを隠せない競馬界」において「テスコガビー、カブラヤオーの死闘は、その穴を埋めて余りあるものだった」と述べ、また、藤野は、両馬が二冠を達成する前の勝負ではあったと前置きした上で、「その後のカブラヤオーの皐月賞とダービー、テスコガビーの桜花賞とオークスの楽勝劇を考えあわせてみると、たった一度の対決で終わったこのレースは、たしかに後世への語り草にしたくなるようなすばらしい名勝負であった」と評している。
『優駿』誌上での企画においては、競馬関係者の投票で選ぶ「永遠に語り継ぎたい名勝負BEST60」（2014年）で第18位にランクイン。また、杉本清ら5名による議論で選定された「永遠に語り継がれる伝説の名レース・名勝負」（2003年）で、ベスト10には入らなかったものの、番外に選ばれた。

## 結果

### 着順
出典：『中央競馬年鑑』昭和50年、『競馬名勝負読本』
| 着順 | 枠番 | 馬番 | 競走馬名         | 騎手     | タイム | 着差      | 単勝人気 | 賞金（万円） 附加賞含 |
| ---- | ---- | ---- | ---------------- | -------- | ------ | --------- | -------- | --------------------- |
| 1着  | 4    | 4    | カブラヤオー     | 菅野澄男 | 1:52.0 |           | 1人      | 1406.3                |
| 2着  | 3    | 3    | テスコガビー     | 菅原泰夫 | 1:52.1 | クビ      | 2人      | 0561.8                |
| 3着  | 7    | 7    | テキサスシチー   | 加賀武見 | 1:52.1 | ハナ      | 5人      | 0350.9                |
| 4着  | 1    | 1    | イシノマサル     | 増沢末夫 | 1:52.5 | 2+1⁄2馬身 | 3人      | 0210.0                |
| 5着  | 6    | 6    | ノワキタカ       | 坂本恒三 | 1:52.9 | 2+1⁄2馬身 | 4人      | 0140.0                |
| 6着  | 2    | 2    | トウショウリドン | 西野桂   | 1:53.1 | 1馬身     | 6人      |                       |
| 7着  | 5    | 5    | キクノヤマト     | 横山富雄 | 1:55.2 | 大差      | 7人      |                       |

### タイム
出典：『優駿』1975年3月号
| 上がり4ハロン | 49.3秒 |
| 上がり3ハロン | 36.6秒 |

### 払戻金
出典：『中央競馬年鑑』昭和50年、『競馬名勝負読本』
| 投票券 | 馬番 | 払戻金 |
| ------ | ---- | ------ |
| 単勝   | 4    | 190円  |
| 複勝   | 4    | 130円  |
| 複勝   | 3    | 140円  |
| 連複   | 3-4  | 280円  |

### 雑誌
- 『優駿』日本中央競馬会、1975年3月号、1986年5月号、1996年2月号、1996年3月号、2001年6月号、2003年3月号、2014年3月号、2019年8月号